# Église Saint-Valier de Saint-Girons
L'église Saint-Valier est une église catholique située à Saint-Girons, dans le département de l'Ariège, en France.

## Historique
Dédiée à Valerius (saint Valier), premier évêque de Couserans vers 451, initiée au XIIe siècle, l'église est essentiellement des XVe siècle et XVIe siècle.
Une réfection de la toiture est lancée en novembre 2022.
Le portail roman (portail ouest) est classé au titre des monuments historiques en 1925.
L'église est inscrite à l'inventaire des monuments historique dans sa totalité en 2005.

## Description
L'intérieur baroque est riche de boiseries sculptées, de marbres et de dorures. Les peintres d'origine italienne François et Jean-Antoine Pedoya ont contribué au décor par des peintures murales et des tableaux.

## Galerie

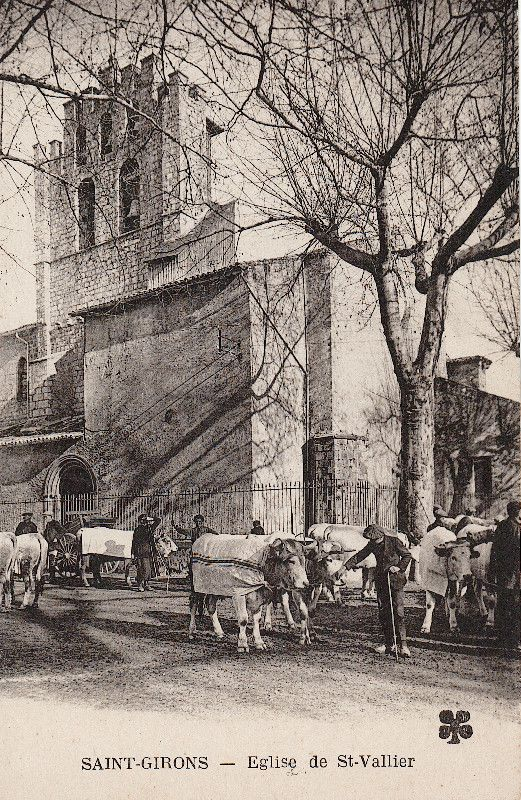
L'église au début du XXe siècle.
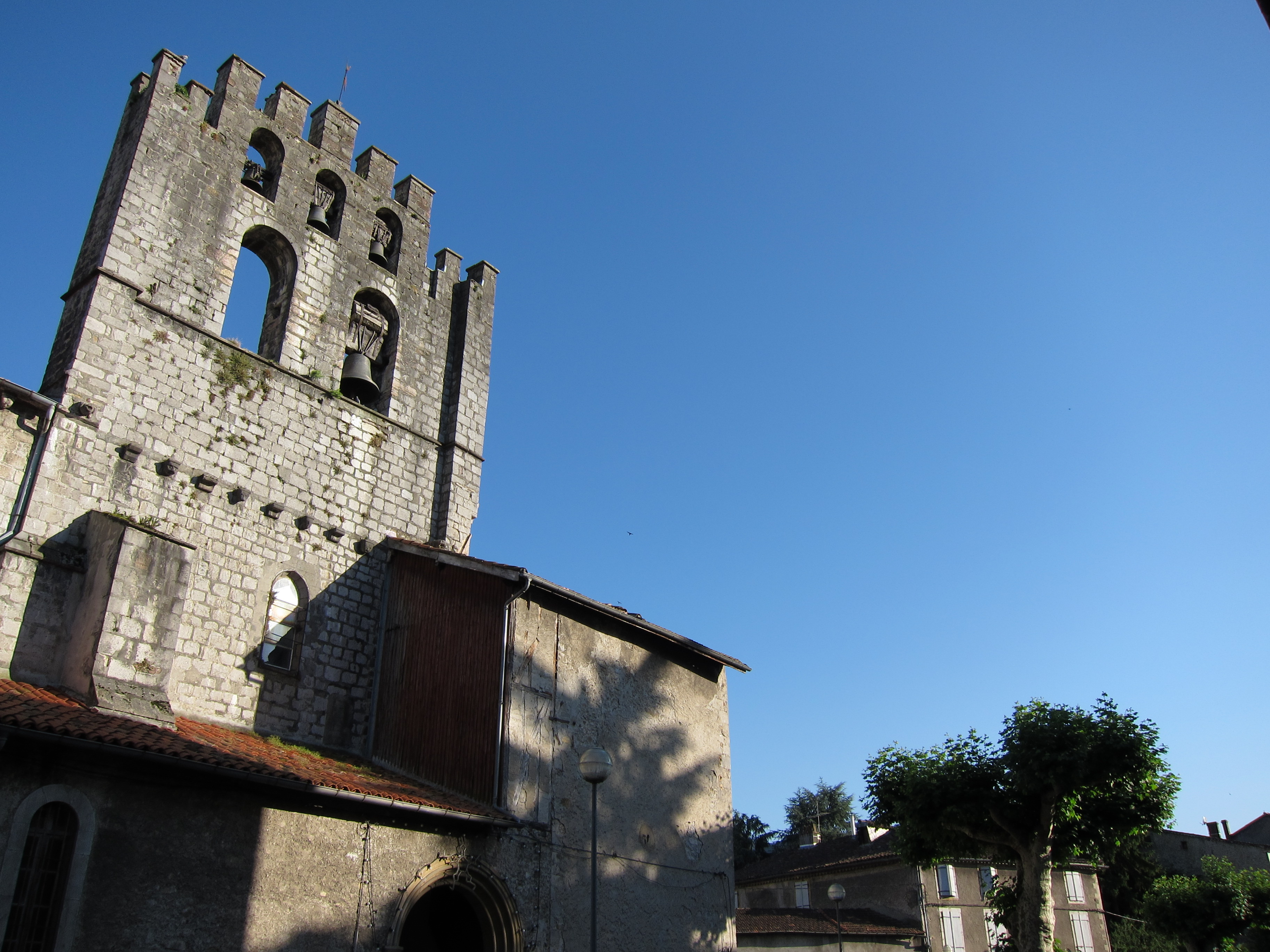
Le clocher.
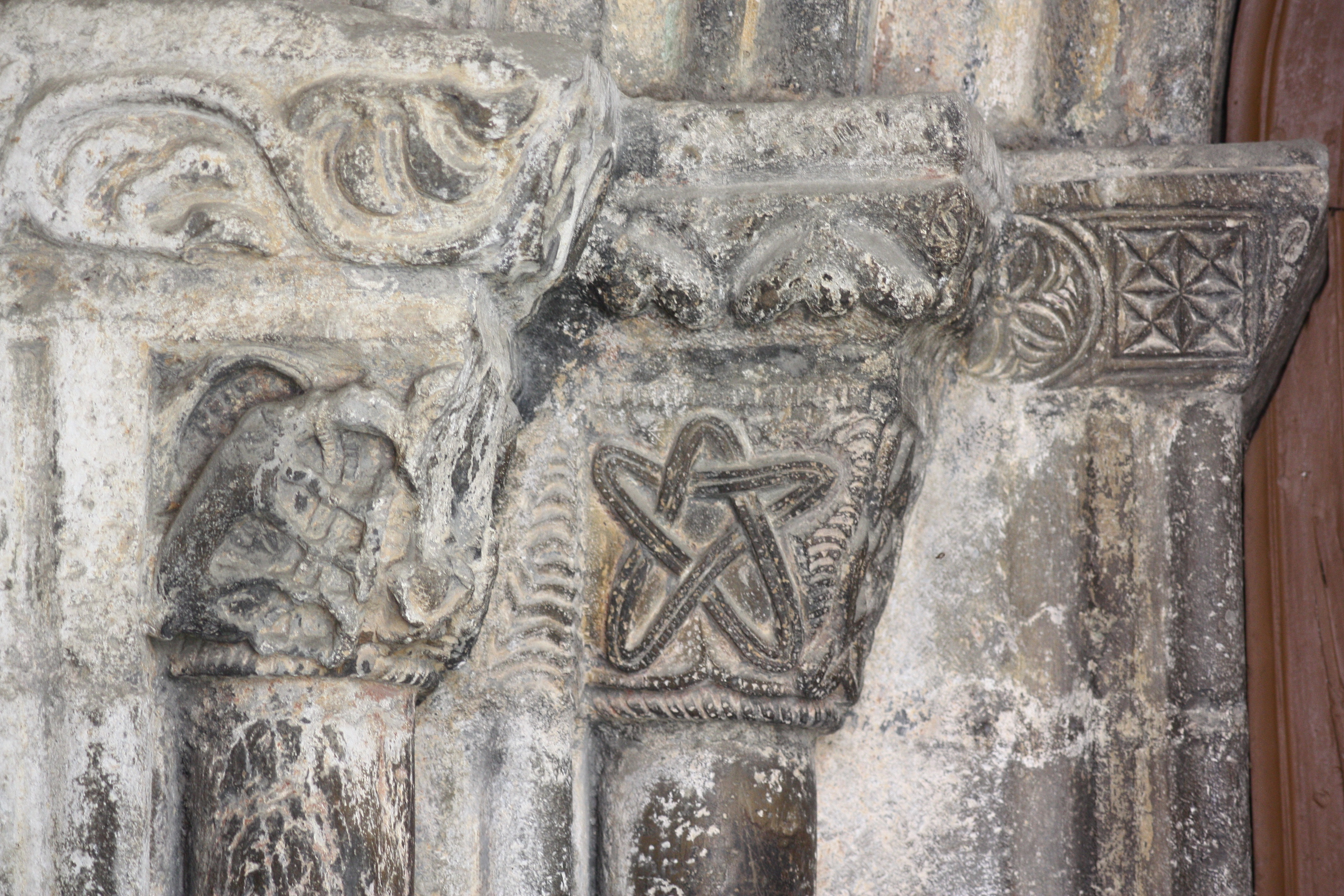
Chapiteaux du portail (détail).
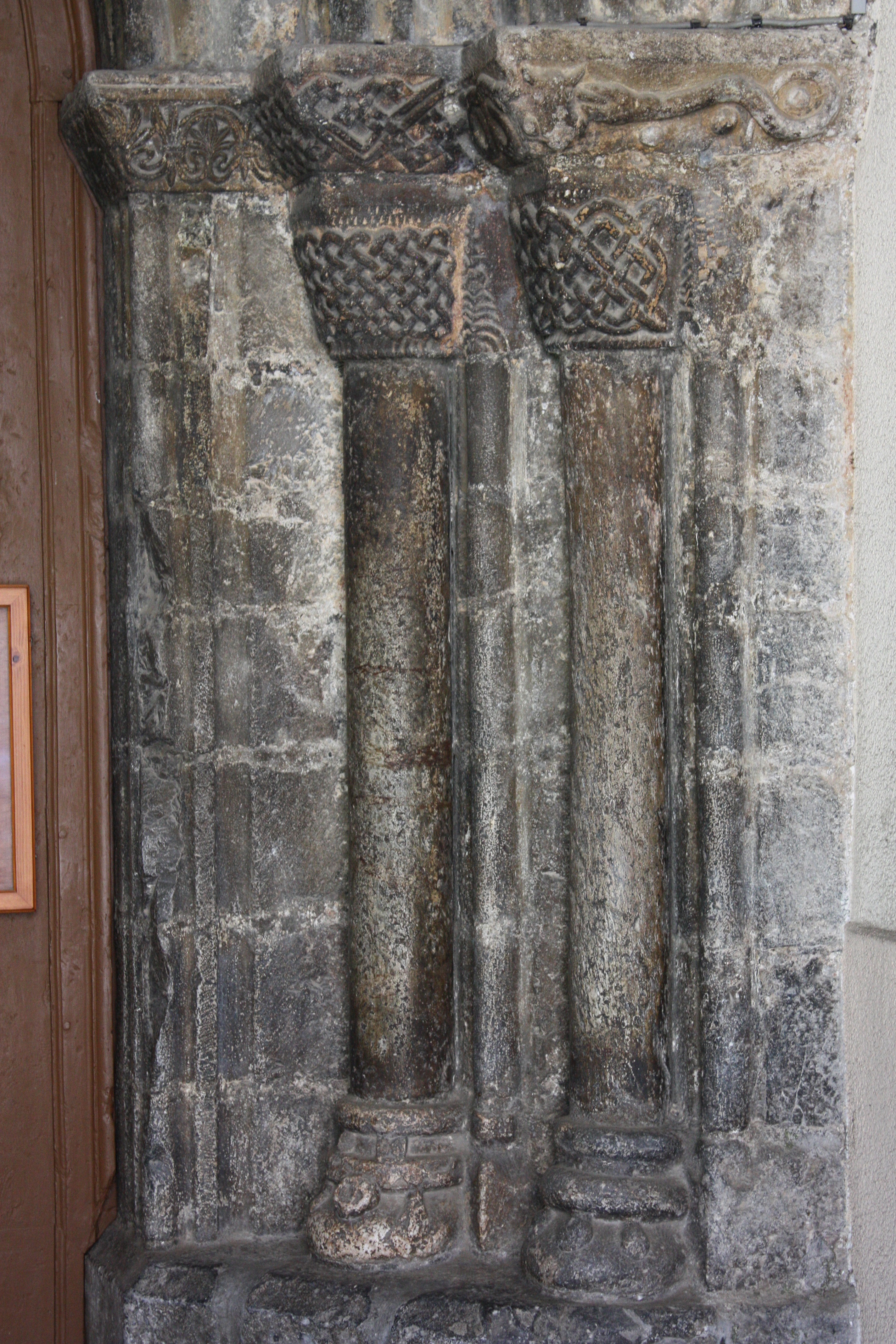
Chapiteaux du portail.
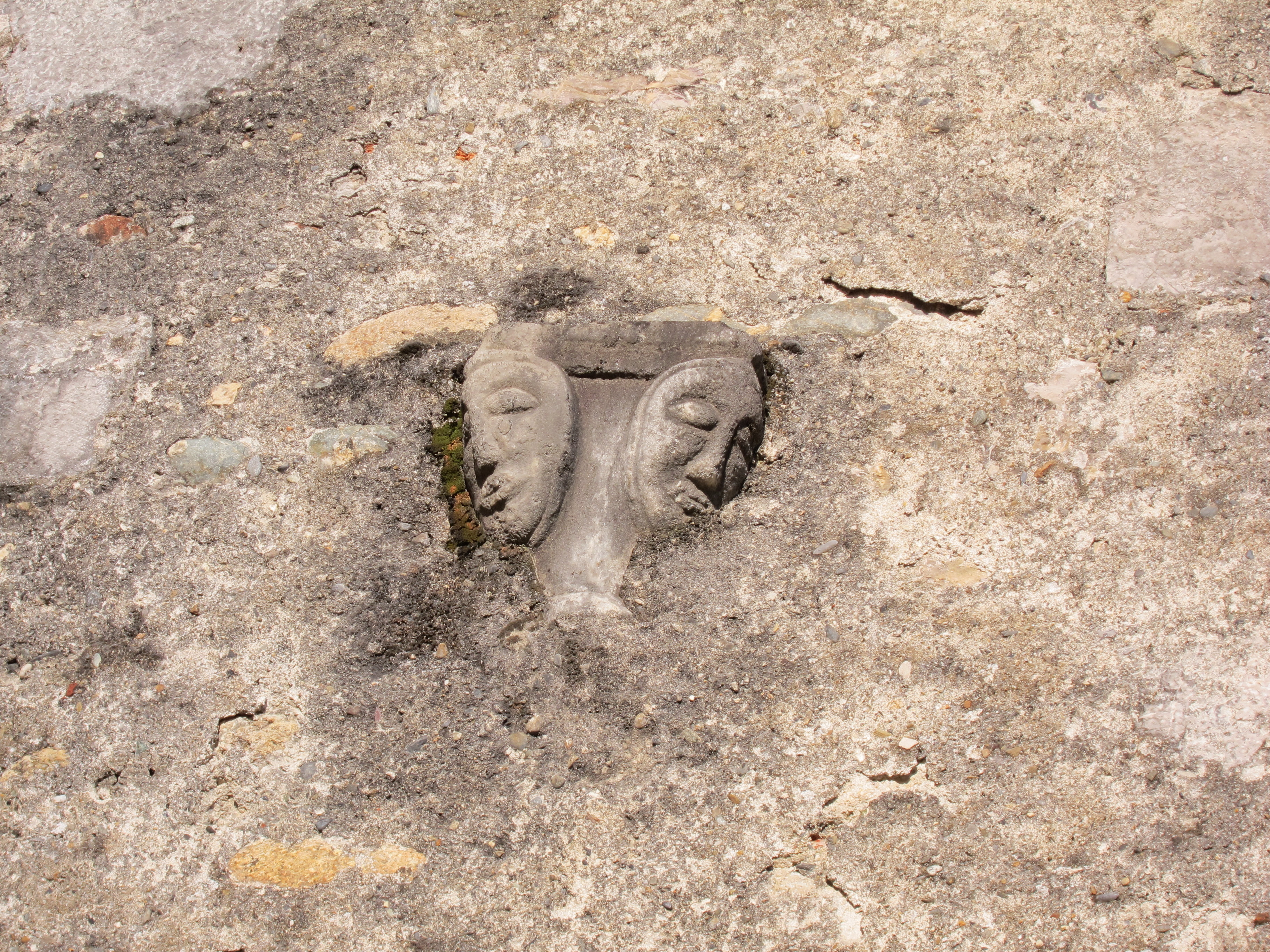
Chapiteau en remploi sur la façade.
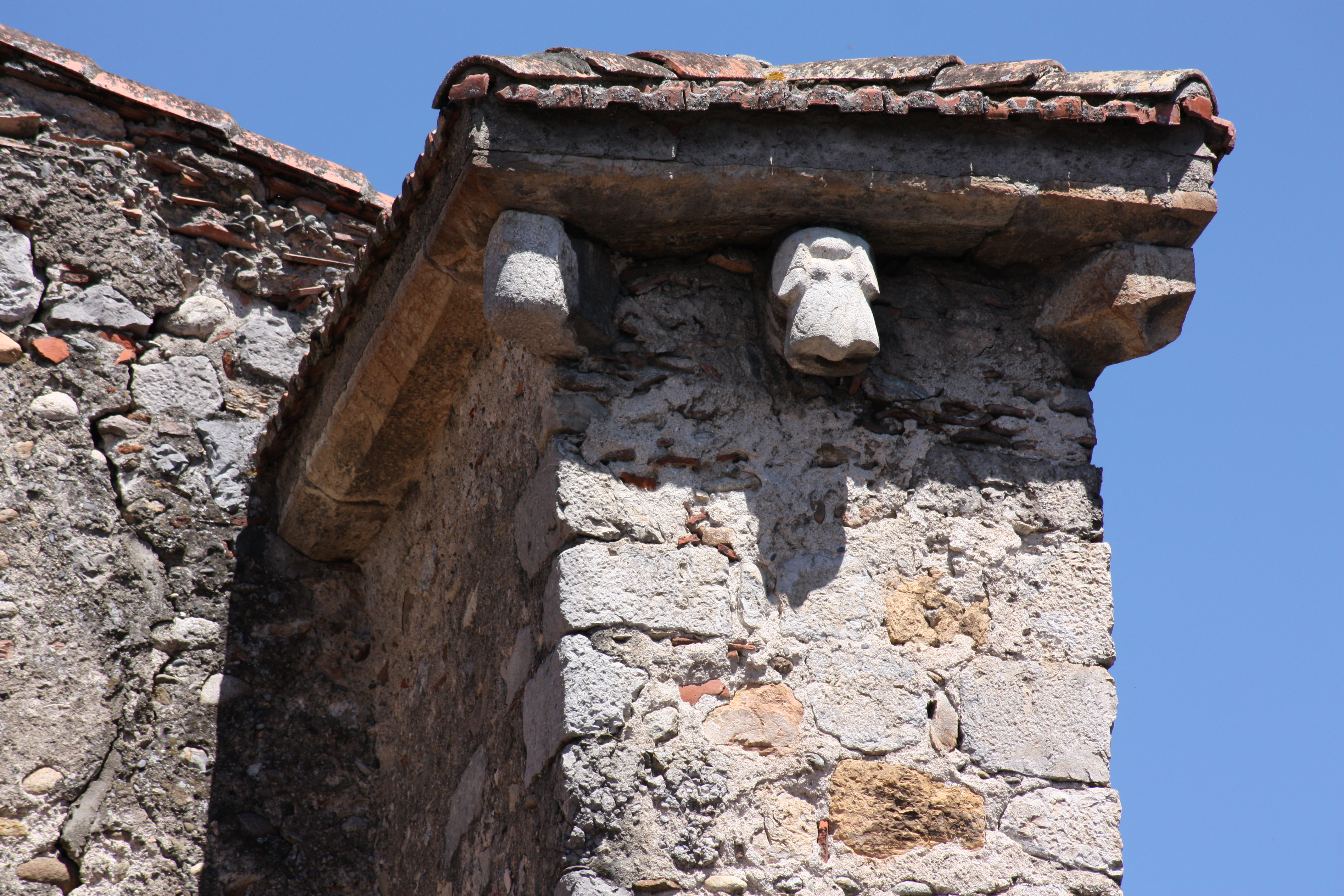
Gargouilles.
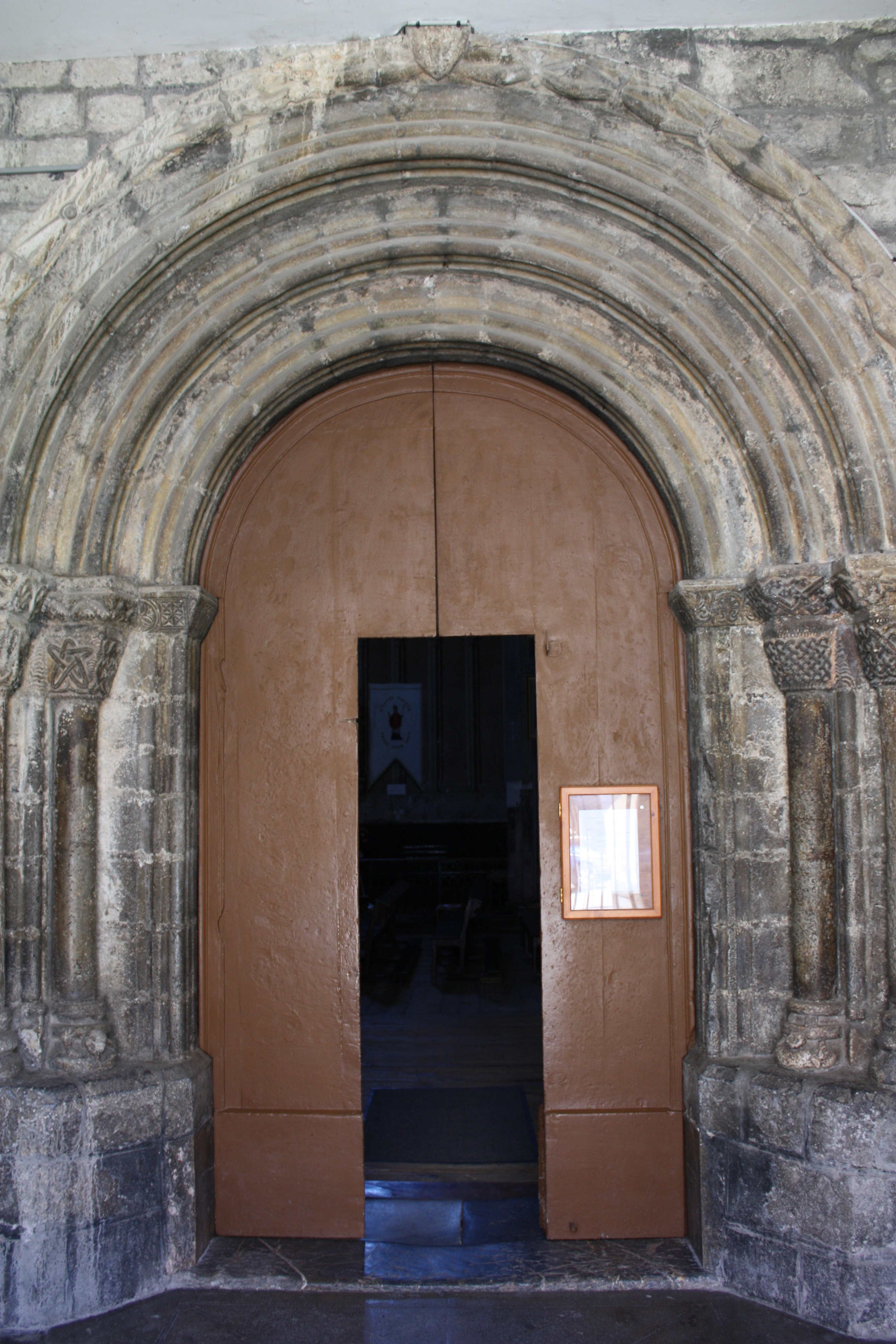
Portail roman classé.

## Valorisation du patrimoine
Peu utilisée pour le culte, la richesse patrimoniale en grande partie délaissée de cette église a cependant été perçue par l'association Patrimoine en Couserans créée en 2017.